# Stigmopeltis roupalae
Stigmopeltis roupalae är en svampart som beskrevs av Syd. 1927. Stigmopeltis roupalae ingår i släktet Stigmopeltis, divisionen sporsäcksvampar och riket svampar.   Inga underarter finns listade i Catalogue of Life.